# ملازم طيار
 
ملازم طيار (Flight lieutenant) هي رتبة مبتدئ في القوات الجوية التي تستخدم نظام الرتب لسلاح الجو الملكي (RAF)، وخاصة في دول الكومنولث. لديها رمز رتبة الناتو (OF-2). يتم اختصار ملازم الطيران بـ (Flt Lt)، وفي سلاح الجو الهندي بـ (IAF) وسلاح الجو الملكي، وكذلك (FLTLT)، في القوات الجوية الباكستانية (PAF)، والقوات الجوية الملكية الأسترالية (RAAF) والقوات الجوية الملكية النيوزيلندية (RNZAF) وفي بعض الأحيان تم اختصارها بـ (F/L) في العديد من الخدمات؛ ومع ذلك، لم يتم اختصارها مطلقًا بشكل صحيح على أنها «ملازم». رحلة رتبة ملازم فوق ضابط طيار وتحت قائد سرب وتستخدم في بعض الأحيان لترجمة اللغة الإنجليزية من رتبة مماثلة في البلدان غير الناطقة باللغة الإنجليزية.
نشأت الرتبة في الخدمة الجوية للبحرية الملكية كعنوان برتبة ملازمين بحريين يخدمون في الخدمة الجوية البحرية الملكية (RNAS). تم نشر الترقيات للرتبة في الجريدة الرسمية في 30 يونيو 1914. لقد توقفت عندما اندمجت RNAS مع سلاح الطيران الملكي خلال الحرب العالمية الأولى ولكن تم إحياؤها في عام 1919 في سلاح الجو الملكي البريطاني بعد الحرب.
يعادل ملازم طيران في سلاح الجو الملكي البريطاني ملازمًا في البحرية الملكية ونقيبًا في الجيش البريطاني ومشاة البحرية الملكية. كانت الرتبة المعادلة في القوات الجوية المساعدة النسائية السابقة (WAAF)، والقوات الجوية الملكية النسائية (WRAF) وخدمة التمريض التابعة للقوات الجوية الملكية للأميرة ماري (PMRAFNS) (حتى عام 1980) ضابط طيران.

## الأصول

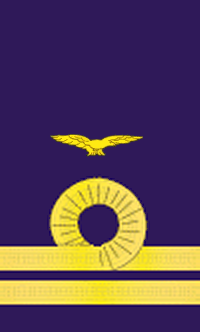
شارة رتبة ملازم طيران بالخدمة الجوية البحرية الملكية

نشأت الرتبة في البحرية الملكية كعنوان برتبة ملازمين بحريين يخدمون في الخدمة الجوية البحرية الملكية (RNAS). نُشرت الترقيات إلى الرتبة في الجريدة الرسمية في 30 يونيو 1914. لقد توقفت عندما اندمجت RNAS مع سلاح الطيران الملكي خلال الحرب العالمية الأولى ولكن تم إحياؤها في عام 1919 في سلاح الجو الملكي البريطاني بعد الحرب.
في 1 أبريل 1918، تبنى سلاح الجو الملكي البريطاني الذي تم إنشاؤه حديثًا ألقاب رتبة الضباط من الجيش البريطاني، مع ملازمين من الخدمة الجوية البحرية الملكية (يُطلق عليهم اسم ملازم طيران وقادة طيران) وأصبح قباطنة سلاح الطيران الملكي نقباء في سلاح الجو الملكي البريطاني. رداً على الاقتراح بأن يستخدم سلاح الجو الملكي البريطاني ألقاب الرتب الخاصة به، فقد تم اقتراح أن يستخدم سلاح الجو الملكي البريطاني رتب ضباط البحرية الملكية، مع إدراج كلمة «هواء» قبل لقب رتبة البحرية. على سبيل المثال، كانت الرتبة الحالية لملازم طيران هي «ملازم جوي». على الرغم من اعتراض الأميرالية على هذا التعديل البسيط لألقاب رتبهم، فقد تم الاتفاق على أن سلاح الجو الملكي البريطاني قد يبني العديد من ألقاب رتبة الضباط على رتب ضباط البحرية بشروط مختلفة معدلة مسبقًا. كما تم اقتراح أن كابتن سلاح الجو الملكي البريطاني قد يكونون مؤهلين لقيادة الطيران. ومع ذلك، تم اختيار رتبة ملازم طيران حيث كان يقود الرحلات الجوية عادة قباطنة سلاح الجو الملكي البريطاني ومصطلح ملازم طيران تم استخدامه في الخدمة الجوية البحرية الملكية. تم تقديم رتبة ملازم طيران في سلاح الجو الملكي البريطاني في أغسطس 1919 وقد تم استخدامها بشكل مستمر منذ ذلك الحين.

## الاستخدام في سلاح الجو الملكي البريطاني
تُستخدم رتبة ملازم طيران أيضًا في عدد من القوات الجوية في الكومنولث، بما في ذلك سلاح الجو البنغلاديشي، القوات الجوية الغانية، القوات الجوية الهندية، القوات الجوية الناميبية، القوات الجوية الباكستانية، الخطوط الجوية الملكية الأسترالية القوة والقوات الجوية الملكية النيوزيلندية. كما أنها تستخدم في القوات الجوية المصرية، والقوات الجوية اليونانية، وسلاح الجو الملكي العماني، والقوات الجوية الملكية التايلاندية، والقوات الجوية في زيمبابوي.
على الرغم من أنه في السنوات الأولى لسلاح الجو الملكي البريطاني، قاد ملازم طيران رحلة طائرة، مع زيادة القوة القتالية للطائرات وبالتالي الأسراب، غيرت القيادة والسيطرة هيكل الرتب (حاليًا، على سبيل المثال، معظم قادة الأسراب في سلاح الجو الملكي هم الجناح القادة، انعكاس على القوة القتالية النسبية بين القوة الجوية الحديثة وسابقتها).
نظام ترقية سلاح الجو الملكي البريطاني يعمل تلقائيًا حتى ملازم طيران. سيحصل كل ضابط على الرتبة بشرط إكمال تدريبه المهني وعدم مغادرته مبكرًا. بالنسبة لطاقم الطائرة، يتم الوصول إلى ملازم طيران بعد 2.5 سنة من بدء التشغيل، ويصل الوافدون من الفرع الهندسي (AS & CE) الحاصلين على درجات البكالوريوس / الماجستير المعمول به إلى ملازم طيران في 2.5 و 1.5 سنة على التوالي، وبالنسبة لجميع ضباط الفرع الأرضي الآخرين، 3.5 سنوات. يتم تعيين طاقم الطائرة في لجنة دفع رسوم المغادرة المبكرة عند الوصول إلى وحدة التحويل التشغيلي، وهي عمولة لمدة 20 عامًا أو 40 عامًا، أيهما يأتي لاحقًا. الترقية إلى قائد سرب بعد ذلك هي بدقة على أساس الجدارة؛ الضباط الذين تمت ترقيتهم إلى ما بعد ملازم طيران يتم تعيينهم في لجنة مهنية، أو الخدمة حتى سن 60. تعتمد استقالة العمولة بشكل عام على احتياجات الخدمة، على الرغم من أن الضابط الذي أكمل عودته للخدمة (الخدمة التي يتطلبها سلاح الجو الملكي البريطاني لتبرير نفقاتها في تدريب الضابط في الأصل) يمكن أن يغادر بعد أقل من أربع سنوات. بالنسبة لطاقم الطائرة، نظرًا للنفقات الكبيرة المطلوبة للتدريب، تكون عودة الخدمة هذه عمومًا هي طول عمولتهم الأولية على أي حال، ما لم يعيدوا دورهم في فرع مختلف بعد أن فشلوا في عنصر تدريب الطيران. تصل معظم أطقم الطائرات إلى أسرابها كملازمين طيران نظرًا لطول وقت التدريب المطلوب (حتى أربع سنوات للطيارين النفاثيين السريعين) والحجز الكبير في خط أنابيب التدريب. غالبية طياري خط السرب هم ملازمون طيران، مع وصول بعض المديرين التنفيذيين للسرب أو طاقم الطائرة التابع للجنة المهنية إلى قائد السرب.
بصرف النظر عن طاقم الطائرة، الذي لا يتطلب عمله عادةً قيادة نشطة لوحدات الطيارين، يمكن لضباط الفروع الأرضية أن يتوقعوا تشغيل وحدات يمكن أن يتراوح حجمها من عدد قليل من الأفراد المتخصصين غير المفوضين إلى 50 فردًا أو أكثر للهندسة أو غيرها من الأدوار المكثفة للقوى العاملة. يتضمن دور ملازم طيران بشكل عام إدارة فريق من ضباط الصف المتخصصين والطيارين، ضمن فرعهم المحدد. في كتيبة سلاح الجو الملكي البريطاني، عادة ما يكون لملازم الطيران نفس الدور والمسؤولية كقائد في الجيش البريطاني، مسؤول عن رحلة فوج من 30 رجلاً، ويمكن أن يكون ثاني قائد في سرب يصل إلى 120 رجلاً.
ملازم طيران هو رتبة ضابط الأكثر شيوعًا في سلاح الجو الملكي البريطاني؛ في أبريل 2013، على سبيل المثال، كان هناك 8230 ضابطًا في سلاح الجو الملكي البريطاني، منهم 3890 (47.3 ٪) من مساعدي الطيران. في الاستخدام غير الرسمي لسلاح الجو الملكي البريطاني، يُشار أحيانًا إلى ملازم طيران على أنه «ملحق طيران». الراتب الأولي لملازم الطيران هو 42.008.48 جنيهًا إسترلينيًا اعتبارًا من عام 2019.
كاديت سلاح الجو الملكي البريطاني
في سلاح التدريب الجوي، عادة ما يكون ملازم طيران هو الضابط الذي يقود سربًا، عين في إطار لجنة قوات كاديت. ملازمو الطيران المتقاعدون هم من الرتبة الأولى التي قد تستمر في استخدام رتبتهم بعد تركهم الخدمة الفعلية.

## شارة
تتكون شارة الرتبة من شريطين أزرقين ضيقين على شرائط سوداء أوسع قليلاً. يتم ارتداؤها على كل من الأكمام السفلية للسترة أو على أكتاف بدلة الطيران أو الزي غير الرسمي. تتشابه شارة الرتبة الموجودة على الزي العسكري مع النمط البحري، مع وجود شريطين ذهبيان حول كل سوار ولكن بدون حلقة البحرية الملكية. على عكس كبار ضباط سلاح الجو الملكي البريطاني، لا يحق لمساعدي الطيران رفع علم القيادة تحت أي ظرف من الظروف.

كم / كتف ملازم طيران سلاح الجو الملكي البريطاني
شارة الأكمام الفوضى الملازم في سلاح الجو الملكي البريطاني
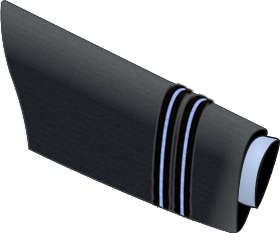
كم ملازم طيار تابع لسلاح الجو الملكي على زي الخدمة رقم 1

## القوات الجوية الأخرى
استخدمت القوات الجوية الملكية الكندية الرتبة حتى عام 1968، عندما تم توحيد القوات المسلحة الثلاث واعتماد رتب من نوع الجيش؛ أصبح ملازمون الطيران قباطنة. في الاستخدام الكندي الفرنسي الرسمي، كان لقب رتبة ملازم طيران هو (capitaine d'aviation). حتى أواخر السبعينيات، استخدمت القوات الجوية الملكية الماليزية الرتبة. بعد ذلك تم استخدام رتبة نقيب بدلا من ذلك.
كندا استثناء فريد. نظرًا لتوحيد القوات المسلحة الكندية في عام 1968، فإن ألقاب رتبة القوات الجوية هي نفسها تلك الخاصة بالجيش الكندي. ومع ذلك، مثل نظرائهم في الكومنولث، فإن الضفائر المرتبة باللون الرمادي اللؤلؤي وتزيد من OF-1 إلى OF-5 بزيادات نصف شريطية. تم اتخاذ القرار بعدم استعادة ألقاب الرتب التاريخية لـ RCAF نظرًا لاعتبارها «مربكة للغاية».
استخدمت القوات الجوية الملكية الكندية الرتبة حتى عام 1968، عندما تم توحيد القوات المسلحة الثلاث واعتماد رتب من نوع الجيش؛ أصبح ملازمون الطيران قباطنة. في الاستخدام الكندي الفرنسي الرسمي، كان لقب رتبة ملازم طيران هو (capitaine d'aviation). حتى أواخر السبعينيات، استخدمت القوات الجوية الملكية الماليزية الرتبة. بعد ذلك تم استخدام رتبة نقيب بدلا من ذلك.

في الجيش الدنماركي، يُطلق على ملازم طيران نقيب (ما يعادله في الجيش). رتبة ملازم طيران هي رتبة عسكرية قديمة للطيارين العسكريين وتستخدم الآن للملازمين (OF-1).

شارة كم / كتف ملازم طيران القوات الجوية الملكية الأسترالية
شارة كم / كتف ملازم طيران القوات الجوية الملكية النيوزيلندية
A Hellenic Air Force sminagos (Flight Lieutenant's) رتبة شارة
شارة رتبة ملازم أول في سلاح الجو الهندي
شارة رتبة ملازم أول طيران في سلاح الجو الناميبي
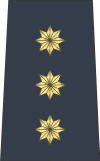
شارة رتبة ملازم طيران في القوات الجوية الباكستانية.
شارة رتبة ملازم طيران سلاح الجو الملكي التايلاندي

## ملازمون طيران بارزون

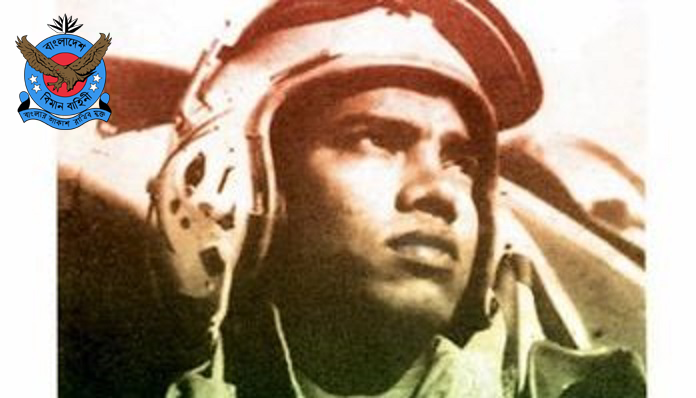
بير سريشثو مطيع الرحمن، المناضل البنجلاديشي الشهير من أجل الحرية.

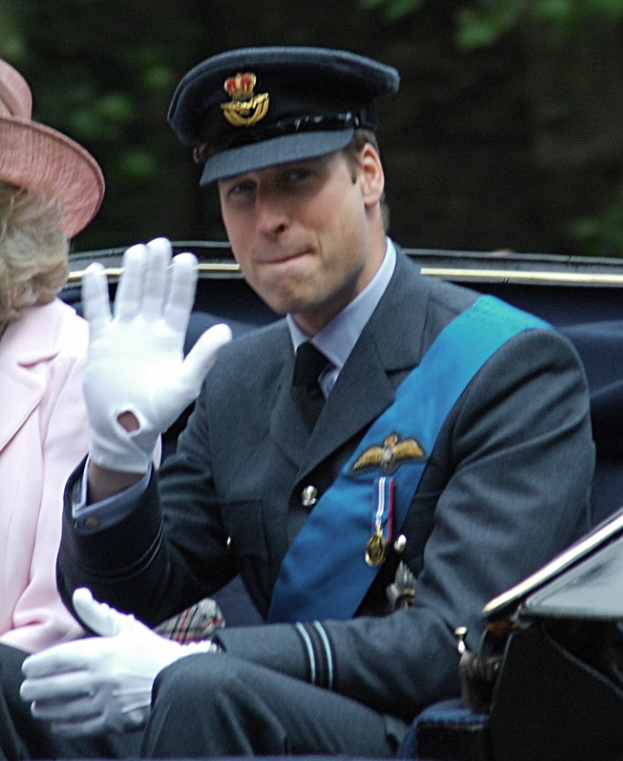
الأمير وليام في عام 2010، في زي ملازم الطيران الخاص به؛ تمت ترقيته إلى قائد سرب عام 2016

- الكسندر أمير يوغوسلافيا – عضو في العائلة المالكة اليوغوسلافية.
- غيرالد بوي – المحافظ السابق لبنك كندا.
- السير آرثر سي كلارك – مؤلف ومخترع بريطاني.
- السير كريستوفر لي – ممثل بريطاني، خدم في استخبارات سلاح الجو الملكي البريطاني خلال الحرب العالمية الثانية.
- بيتر فرانسيس ميدلتون – جد كاثرين، دوقة كامبريدج ومساعد طيار الأمير فيليب
- السير باتريك مور – عالم الفلك البريطاني.
- دونالد بليسينس – ممثل بريطاني.
- ماتيور الرحمن – طيار سلاح الجو البنغلاديشي (سلاح الجو الباكستاني السابق)؛ تم تكريمه في بنغلاديش مع أعلى وسام عسكري لمحاولته البطولية للفرار في بداية حرب تحرير بنغلاديش عام 1971.
- جيري رولينغز – سياسي غاني شغل منصب رئيس بلاده مرتين
- ايان سميث – رئيس وزراء روديسيا (1964-1979)
- روري أندروود – ليستر، إنجلترا وجناح الأسود البريطاني والأيرلندي [12]
- جيم فيبون – كاتب عمود رياضي كندي
- جوف ويتلام – رئيس وزراء أستراليا (1972-1975)
- جون نيكول - ملاح سابق في سلاح الجو الملكي البريطاني، أسير حرب في حرب الخليج ومتحدث تحفيزي.